# زانکت مارتین (آلمان)
زانکت مارتین (آلمان) (به آلمانی: Sankt Martin) یک شهر در آلمان است که در زودلیشه واینشتراسه واقع شده‌است. زانکت مارتین ۱٬۸۱۳ نفر جمعیت دارد.